# Katarzyna Aleksandryjska

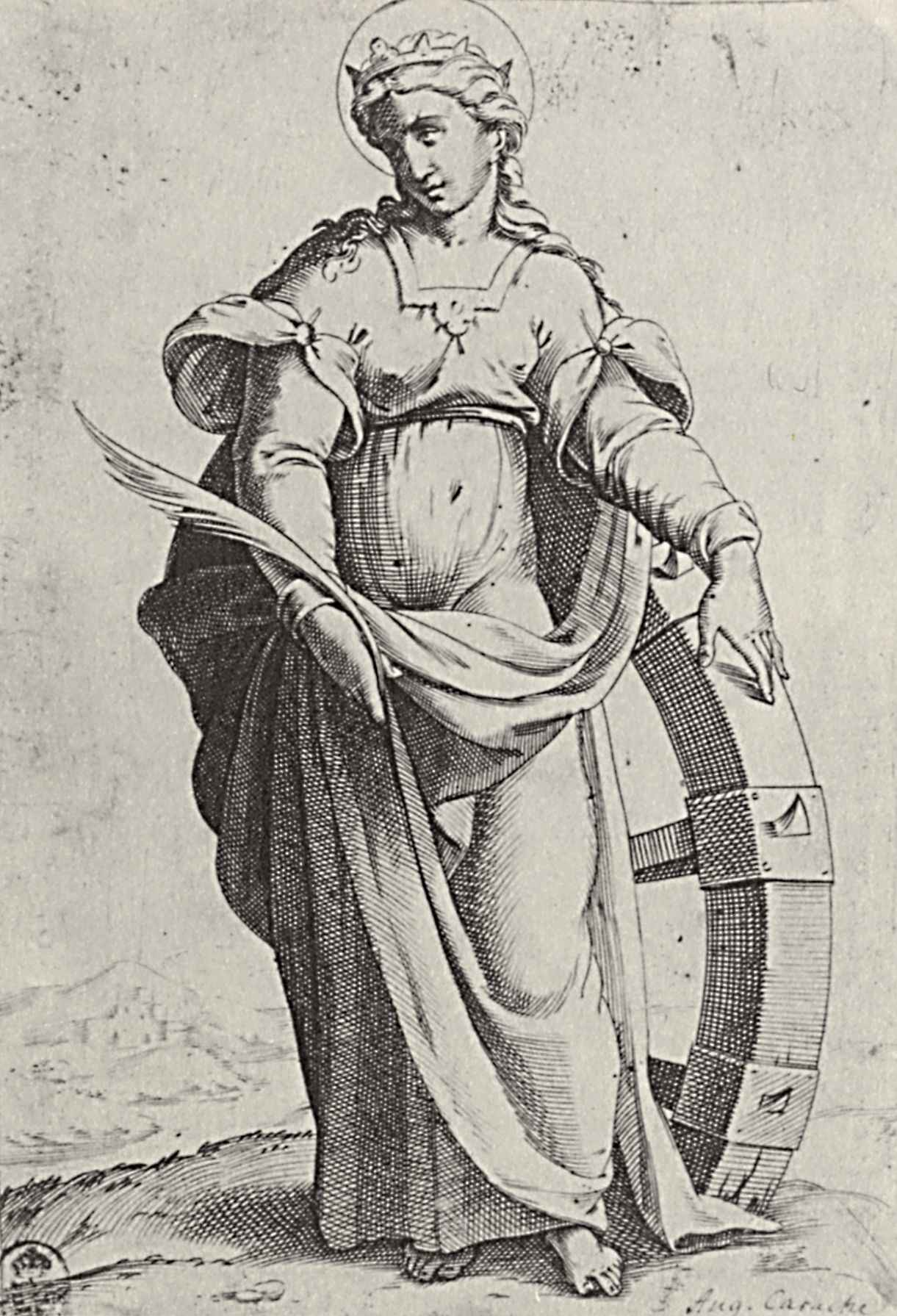
Święta Katarzyna na rysunku Agostina Carracciego

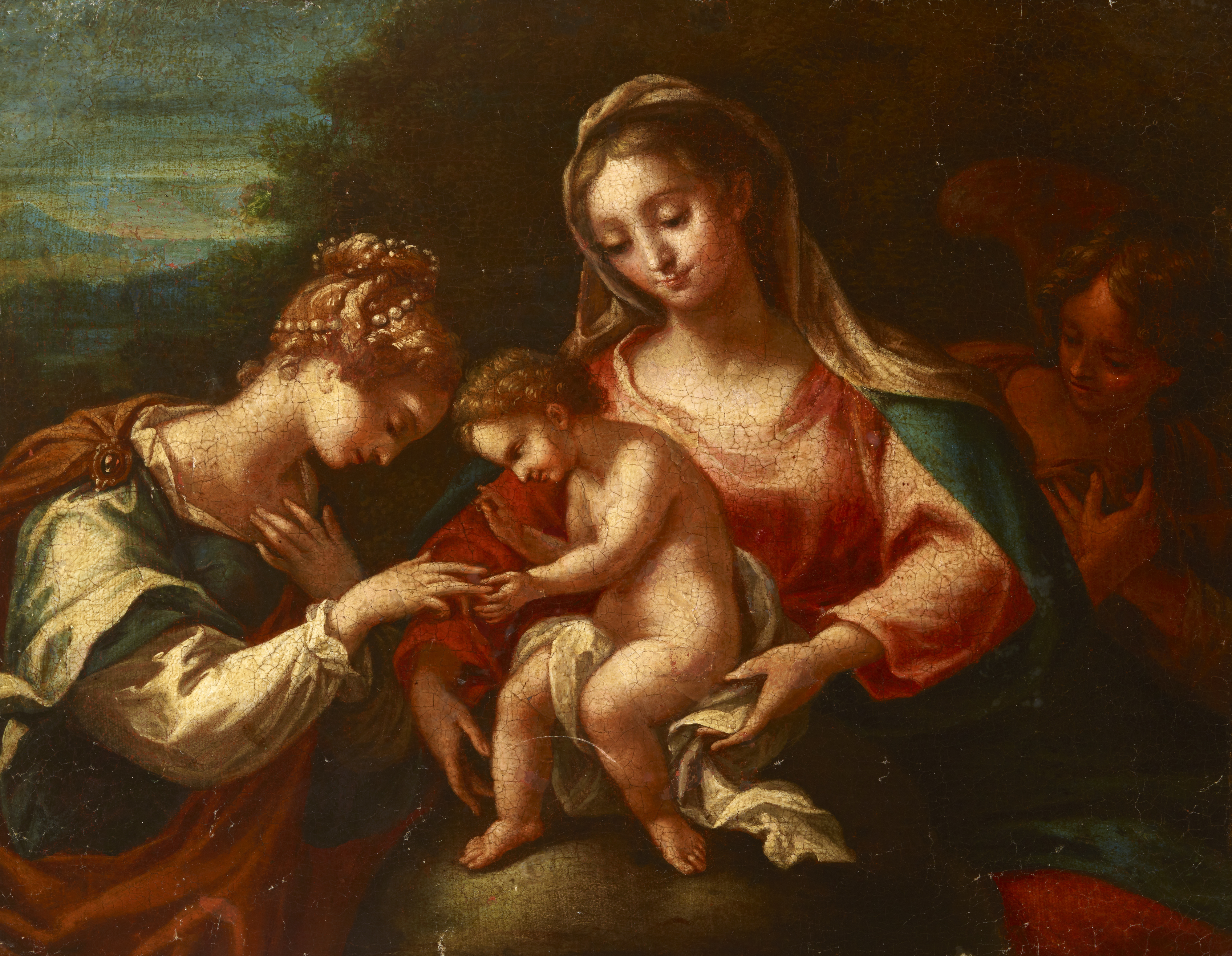
Zaślubiny Świętej Katarzyny, XVII wiek, Muzeum Narodowe w Krakowie

Katarzyna Aleksandryjska (łac. Catharina Alexandrina, zm. ok. 307–312 ) – męczennica chrześcijańska, jedna z Czternastu Świętych Wspomożycieli, święta Kościoła katolickiego i prawosławnego. Jedna z najpopularniejszych świętych katolickich, chociaż współcześnie kwestionuje się jej autentyczność.

## Żywot

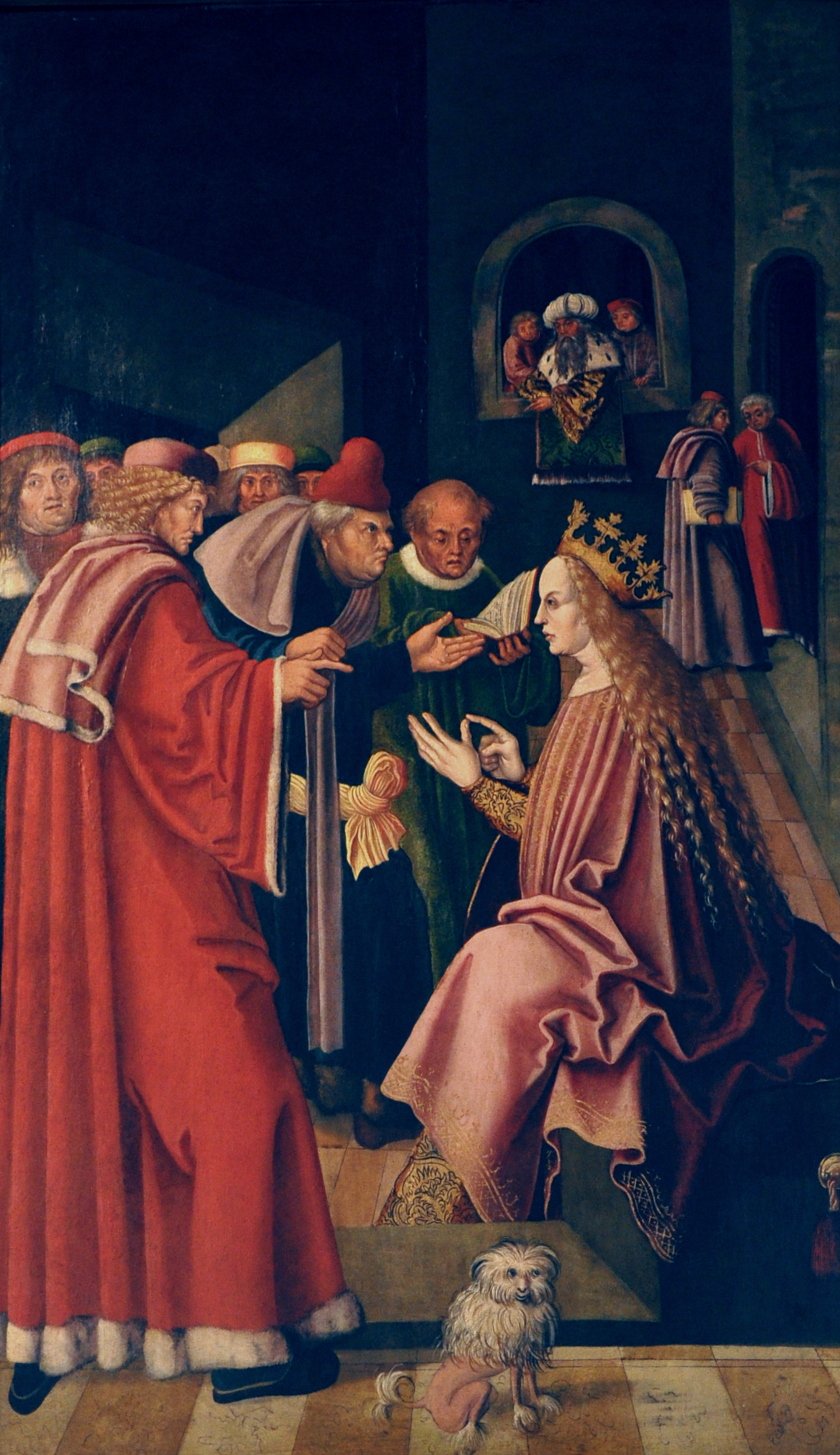
Dyskusja Katarzyny z pięćdziesięcioma uczonymi

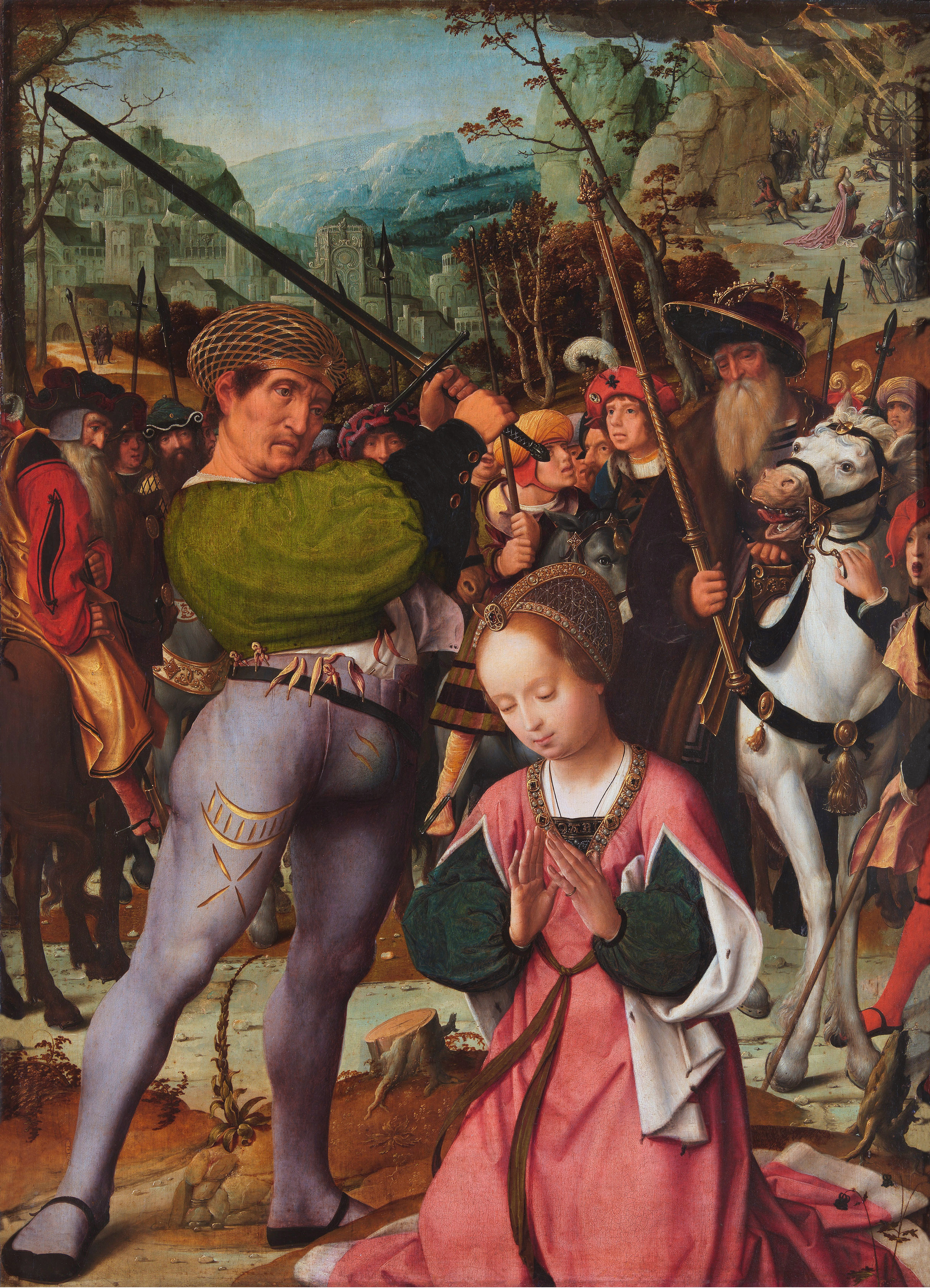
Męczeństwo świętej Katarzyny

Według legendy urodziła się w Aleksandrii w Egipcie i była córką „króla” Kustosa. Według tradycji chrześcijańskiej była bogatą i wykształconą chrześcijanką z Aleksandrii, która przyjęła śluby czystości. Poniosła śmierć męczeńską w wieku 18 lat. Otwarcie krytykowała prześladowania chrześcijan i postępowanie cesarza Maksencjusza. Wyrok śmierci zapadł jakoby po dyspucie religijnej, w której Katarzyna okazała się bieglejsza od pięćdziesięciu mędrców niechrześcijańskich, część z nich nawracając. Niezadowolony z takiego obrotu sprawy cesarz skazał Katarzynę na śmierć; odstąpiono od łamania kołem po zniszczeniu narzędzia tortur przez anioła, wyrok wykonano przez ścięcie.

## Historyczność
Współcześni autorzy podważają jej istnienie, uznając, że prawdopodobnie za podstawę legendy o Katarzynie Aleksandryjskiej posłużył życiorys Hypatii z Aleksandrii.

Pewne powiązania z Hypatią ma natomiast najbardziej chyba lubiana i znana święta i męczennica aleksandryjska – Katarzyna. Jak twierdzą badacze legendy Katarzyny, w jej hagiograficznym wizerunku, kształtowanym od około VIII wieku, znajdują się motywy zaczerpnięte z biografii Hypatii. W nieznanej na Zachodzie książce poświęconej Hypatii B.A. Myrsilidesa znajdujemy niezwykle ciekawą wiadomość potwierdzającą... poglądy uczonych na temat związku legendy św. Katarzyny z historycznymi losami Hypatii. Pisze on, że w Azji Mniejszej, koło miasta Laodycea, w dolinie rzeki Pyramos, niedaleko dzisiejszego Denizli znajdował się kościół ku czci filozofki Hypatii alias św. Katarzyny. Myrsilides wspomina o tym, że znalazłszy się w Denizli został zaproszony przez starszyznę gminy do ruin kościoła na obrządek religijny poświęcony "św. Hypatii-Katarzynie". W ruinach kościoła widział też zatartą w wielu miejscach inskrypcję wspominającą fundację kościoła ku czci i pamięci Hypatii (alias Katarzyny lub noszącej drugie imię Katarzyna!).
Możemy wiec zapytać, czy legenda św. Katarzyny nie stanowi czegoś w rodzaju chrześcijańskiej ekspiacji za niezasłużoną śmierć Hypatii oddając pod imieniem i doświadczeniami losu uczonej Katarzyny hołd jej duchowym zaletom, wiedzy i moralnej godności?

Euzebiusz z Cezarei w Historii Kościelnej wspomina o pewnej chrześcijance z Aleksandrii, która przeciwstawiła się cesarzowi Maksymianowi w 307 roku, lecz nie została ona skazana na śmierć, lecz na banicję i konfiskatę mienia.

## Kult

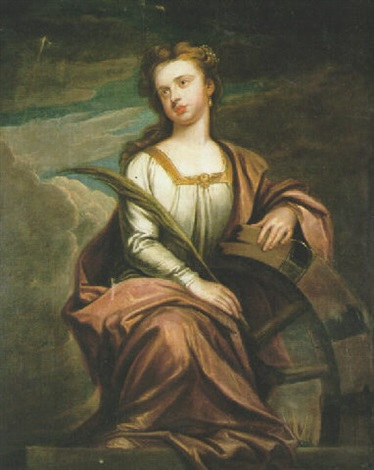
Tradycyjne przedstawienie świętej Katarzyny z kołem

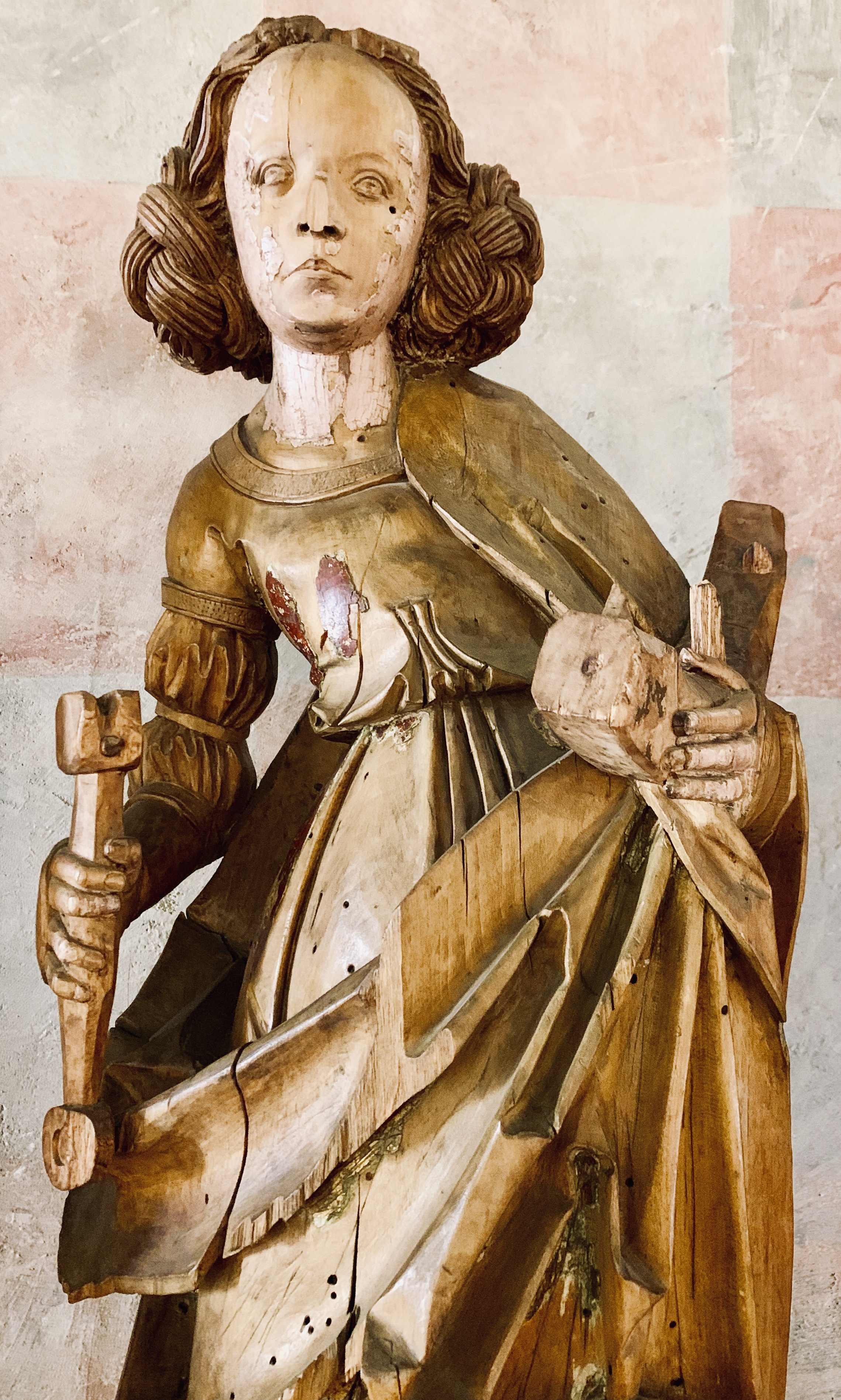
Rzeźba z XVI w. znajdująca się na Zamku w Lidzbarku Warmińskim

Kult świętej rozwinął się zarówno w Kościele zachodnim, jak i w prawosławiu. W Polsce wystawiono ku jej czci ponad 170 budowli sakralnych; w 1571 w Braniewie Regina Protmann założyła zgromadzenie zakonne katarzynek. Kilkadziesiąt miejscowości polskich wywodzi swoją nazwę od imienia Katarzyny, postać świętej znajduje się w herbach Działdowa, Tyczyna, Nowego Targu i Dzierzgonia. Męczeństwo świętej stało się także tematem malarskim, m.in. dzieł Rafaela, Caravaggio i Hansa Memlinga.
Na szczycie Góry Świętej Katarzyny na Synaju znajduje się niewielka kaplica św. Katarzyny, gdzie według tradycji ciało 18-letniej świętej Katarzyny zostało umieszczone przez aniołów na najwyższym szczycie. W X w. zostało przeniesione przez mnichów-pustelników na dół góry i umieszczone w złotej trumnie w wybudowanym klasztorze św. Katarzyny. Od tego czasu szczyt nazwany został na jej cześć, a miejsce to zaczęto łączyć z jej kultem.

### Patronat
Patronka zakonu katarzynek, Nowego Targu, Bytowa, Dzierzgonia, Działdowa, wyspy Cypr, nauki, paryskiej Sorbony, uniwersytetów, filozofów, filozofów chrześcijańskich, teologów, uczonych, nauczycieli, uczniów, studentek, dziewic, żon, mówców, adwokatów, notariuszy, bractw literackich, literatów, bibliotekarzy, drukarzy, zecerów, żeglarzy, woźniców, przewoźników, polskich kolejarzy, kołodziejów, garncarzy, garbarzy, młynarzy, piekarzy, prządek, szwaczek, krawcowych, powroźników, fryzjerów, modystek, zmagających się z bólem gardła i głowy, poszukiwaczy topielców, grzeszników, a także tzw. prostego ludu.

### Dzień obchodów
Wspomnienie liturgiczne obchodzone jest w Kościele katolickim 25 listopada. Cerkiew prawosławna wspomina męczennicę Katarzynę 25 listopada/7 grudnia, tj. 7 grudnia według kalendarza juliańskiego.

### Atrybuty
Jej atrybutami są: anioł lub anioły, Dziecię Jezus nakładające jej pierścień na palec, filozofowie, gałązka palmowa, koło, na którym była łamana, korona w ręku lub trzymana przez anioła, krzyż, księga, miecz, piorun, lilia, tarcza z nazwami nauk, kwiat, postać Maksencjusza, naczynie na oliwę lub oliwna lampa.

### Ikonografia
W ikonografii przedstawiana jest w stroju królewskim, koronie, z palmą męczeństwa w dłoni i kołem do łamania kości (czasem jeszcze z książką i mieczem). Ukazywana jest też podczas mistycznych zaślubin z Chrystusem lub w więzieniu, w obecności Chrystusa. W okresie gotyku i renesansu często występuje razem ze świętymi Barbarą, Dorotą i Małgorzatą.

## W heraldyce

### Święta Katarzyna z Aleksandrii wheraldycepolskiej

Herb powiatu działdowskiego
Herb gminy Grybów
Herb gminy Łambinowice
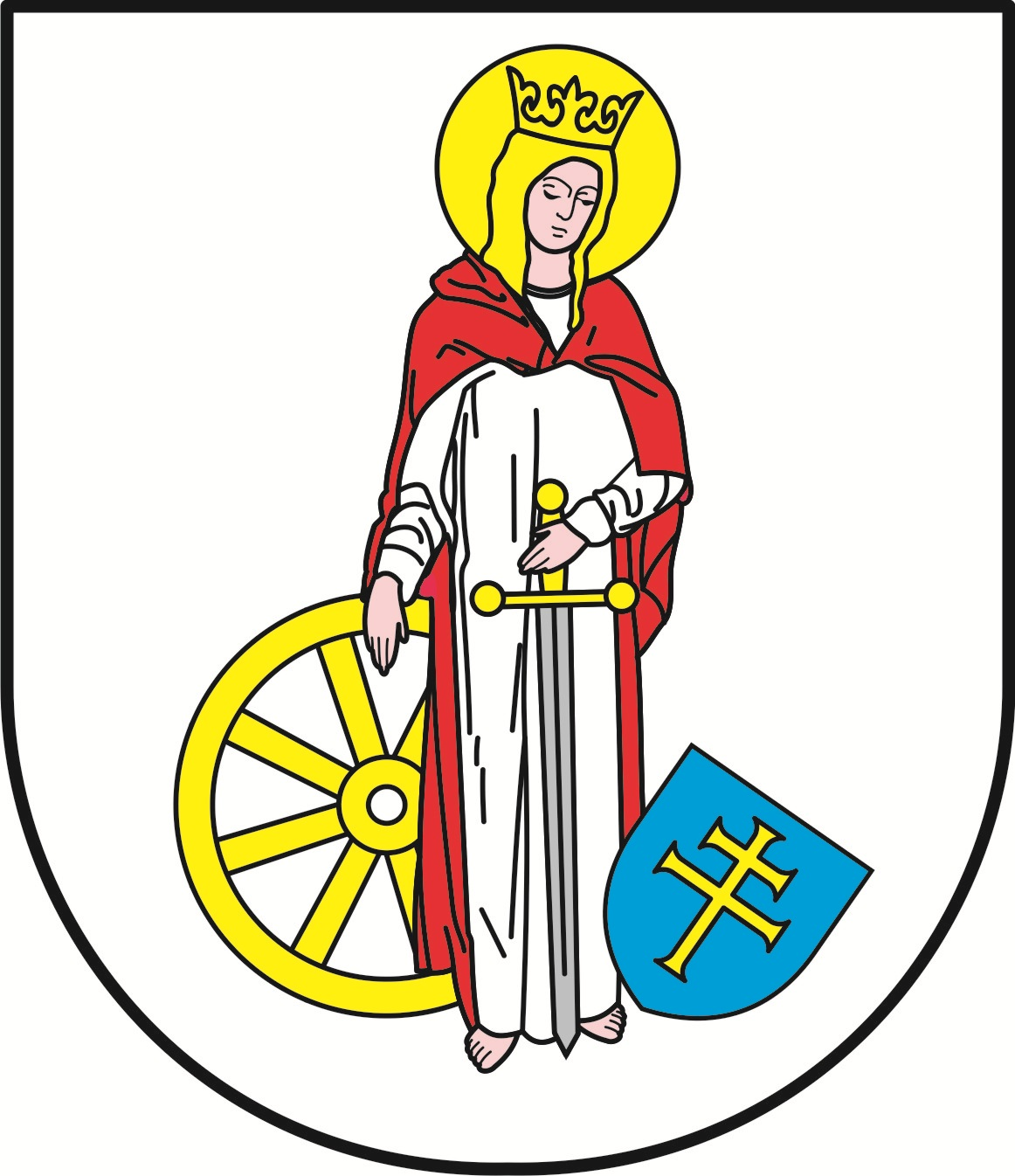
Herb gminy Miedźno
Herb gminy Rudna
Herb Działdowa
Herb Dzierzgonia
Herb Góry
Herb Nowego Targu
Herb Tyczyna
Herb Golubia-Dobrzynia

### Święta Katarzyna Aleksandryjska wheraldyceeuropejskiej

Herb gminy Katharinenheerd
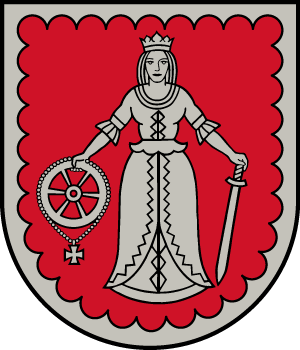
Herb gminy Kuldyga
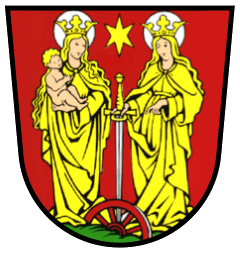
Herb gminy Dackenheim
Herb Alteny
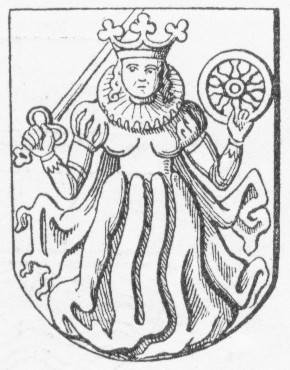
Herb Hjørring
Poprzedni herb Kaariny
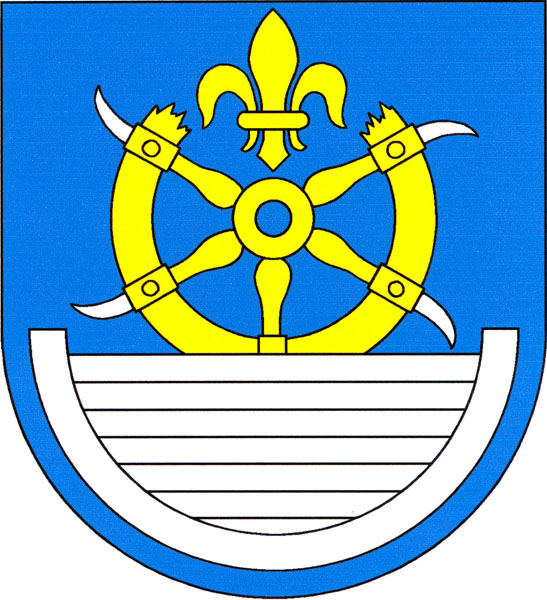
Herb Libotenic
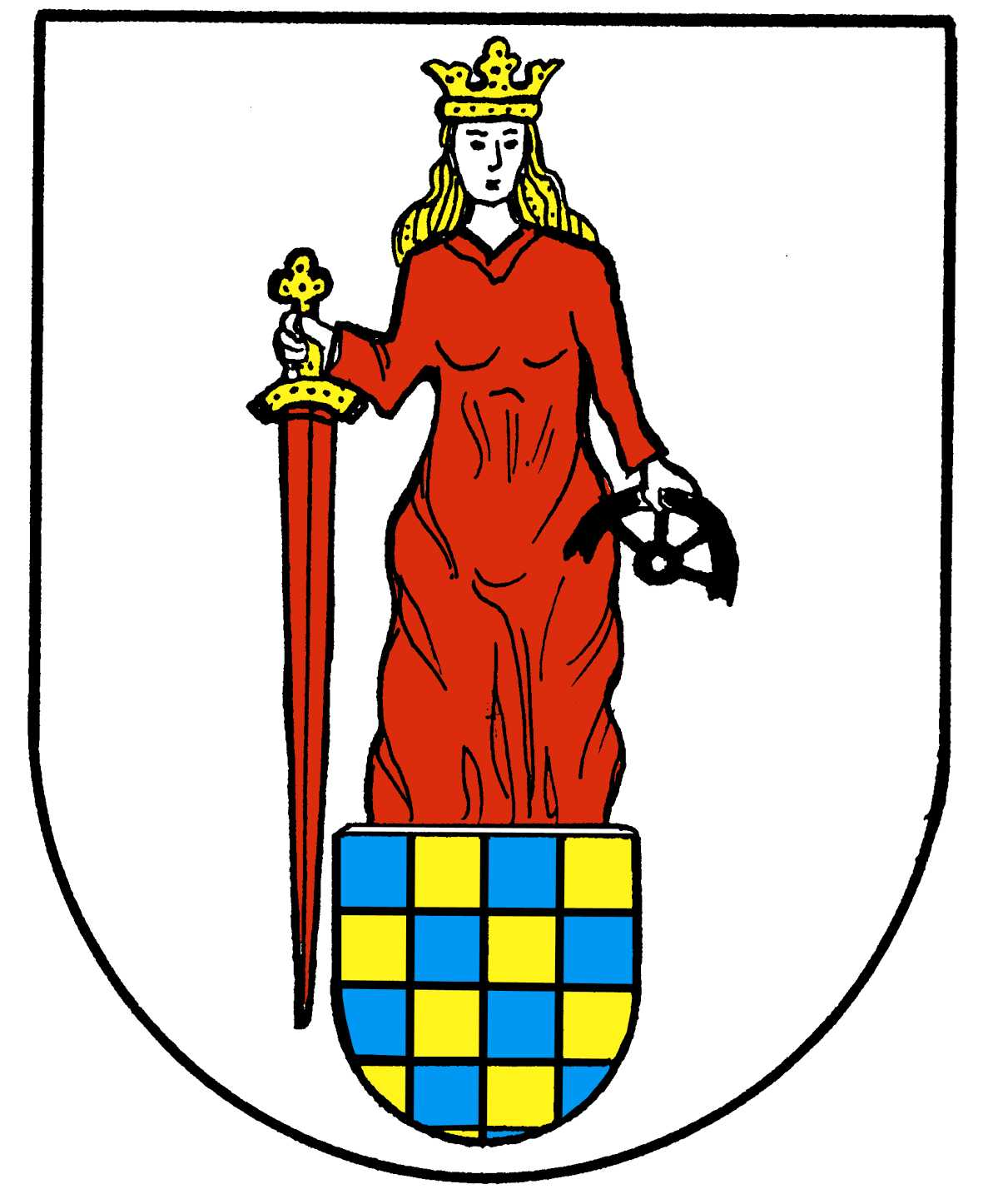
Herb Sankt Katharinen
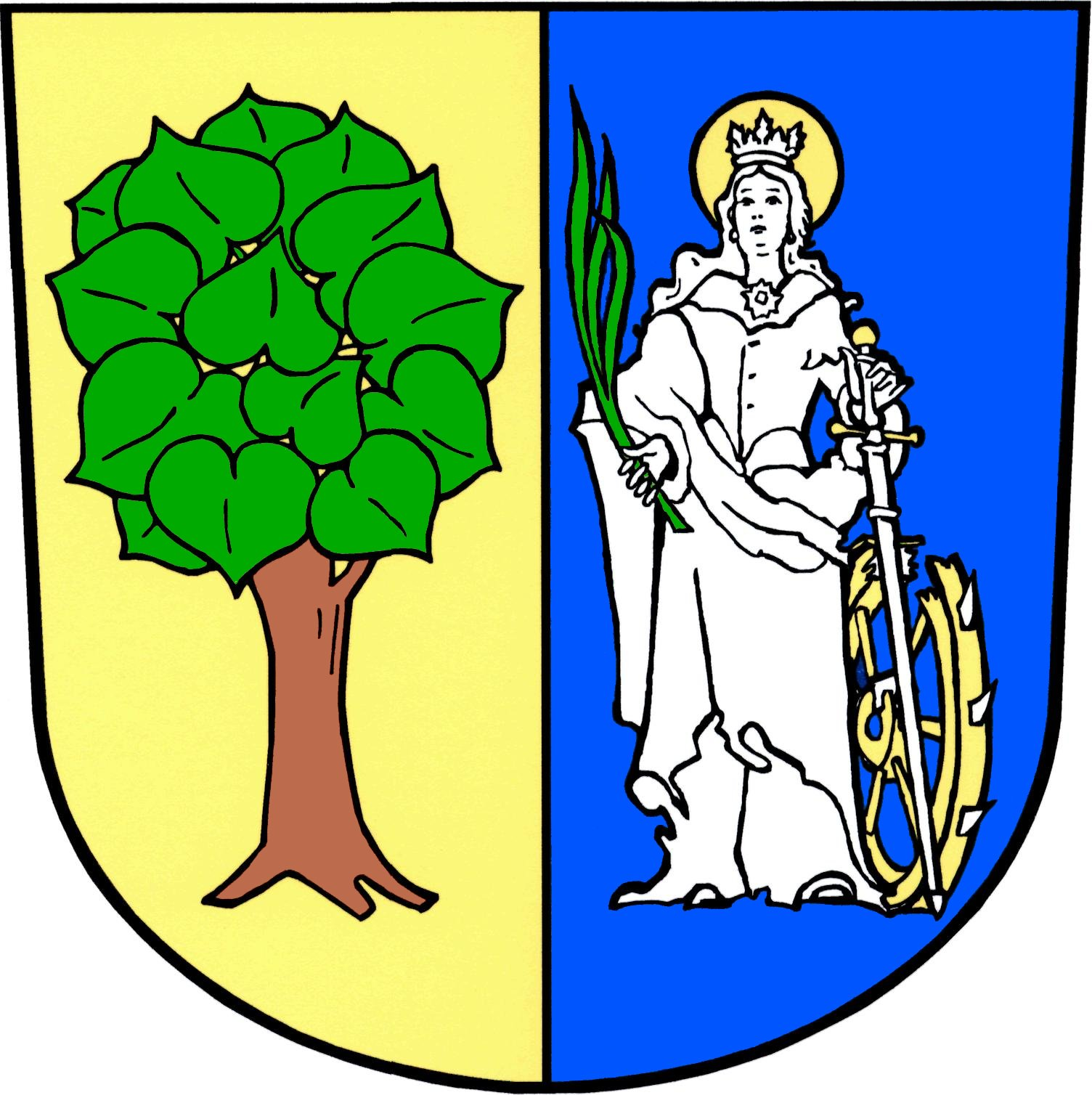
Herb miasta i gminy Šebrov-Kateřina
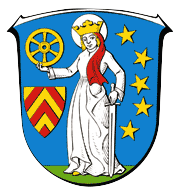
Herb Steinau an der Straße
Herb Wolmirstedt

### Herbyodwołujące się do osoby św. Katarzyny poprzez jej atrybuty

Herb Bierutowa
herb wsi Święta Katarzyna (do 2009 także gminy)
Herb powiatu braniewskiego
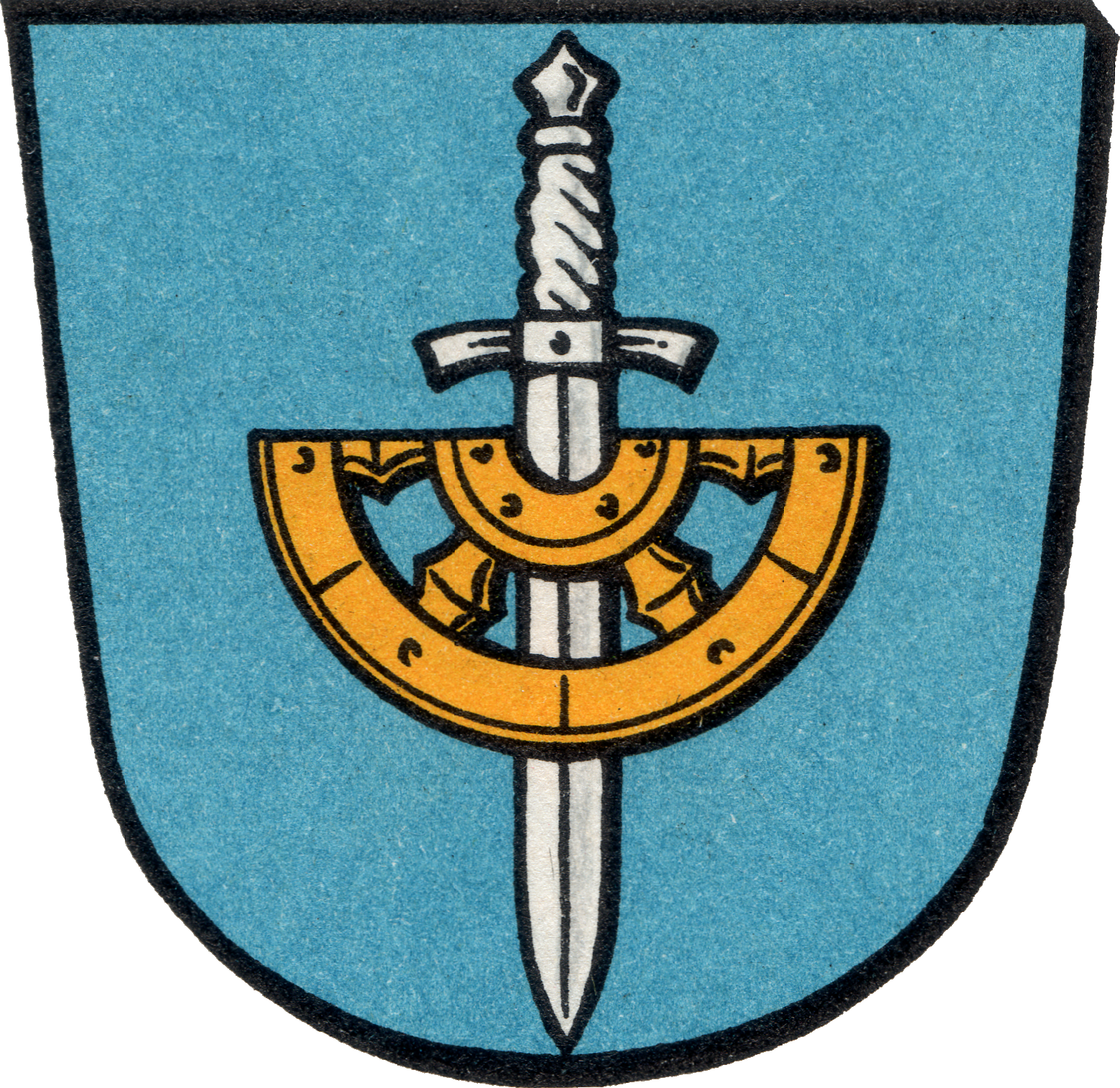
Herb powiatu Ransel
Herb gminy Mömbris
Herb gminy Prien am Chiemsee
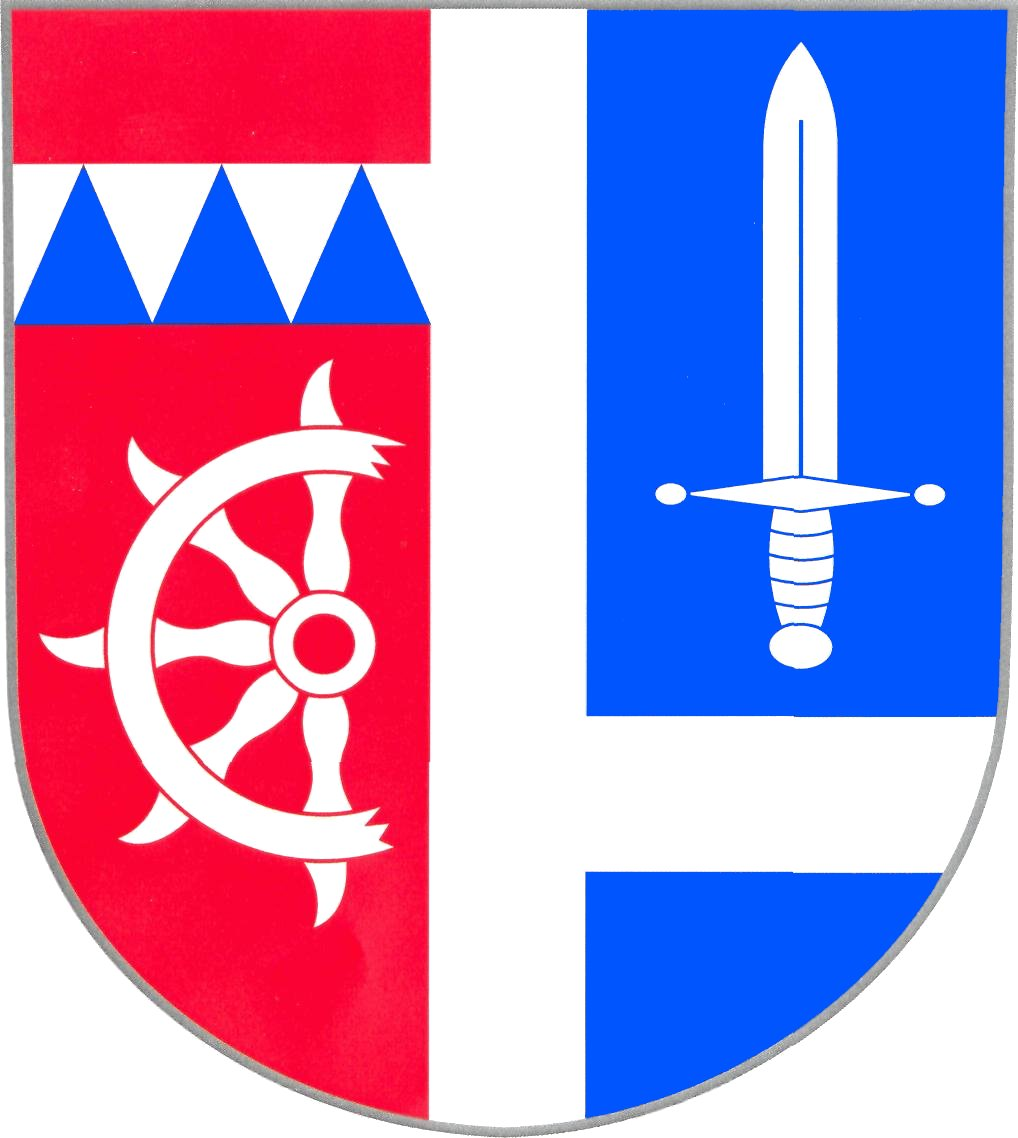
Herb Křižovatki
Herb Niedererbach
Herb Weißensee, dzielnicy Berlina
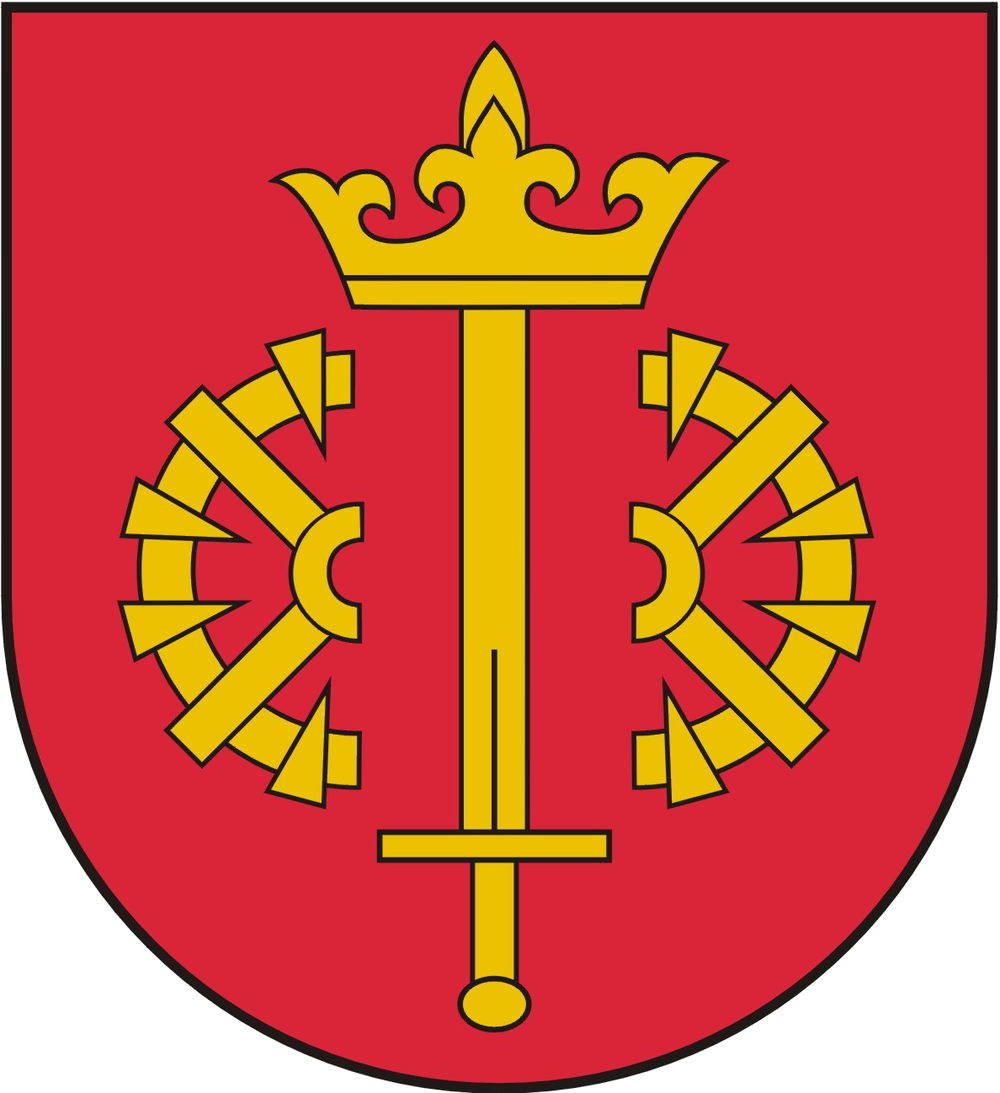
Herb Ryglic
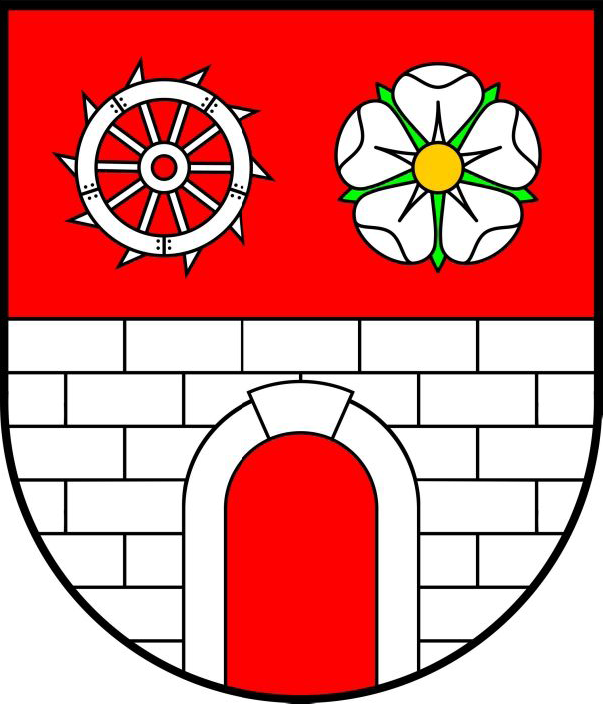
Herb gminy Gorzkowice